# Deutsche Stratigraphische Kommission

Logo der Deutschen Stratigraphischen Kommission

Die Deutsche Stratigraphische Kommission (DSK) ist eine Arbeitsgruppe des deutschen Nationalkomitees in der International Union of Geological Sciences (IUGS) und gleichzeitig Regionalkomitee der International Commission on Stratigraphy (ICS). Sie fördert und koordiniert deutschlandweit die wissenschaftliche Arbeit im Gebiet der Stratigraphie und bezweckt dabei die inländische Verbreitung des aktuellen Forschungsstandes sicherzustellen und gemeinsam erarbeitete Standpunkte auf internationaler Ebene zu vertreten. Dazu zählt die Regionalisierung der stratigraphischen Tabelle der ICS als Stratigraphische Tabelle von Deutschland (STD), der meist gedruckten geologischen Publikation Deutschlands.

## Struktur
Die Deutsche Stratigraphische Kommission untergliedert sich in einen Vorstand, acht permanente Subkommissionen sowie temporäre Arbeitsgruppen. Die Subkommissionen erfassen jeweils ein Zeitalter und bestehen in der Regel aus 15 ordentlichen Mitgliedern, die Zahl der korrespondierenden Mitglieder ist nicht begrenzt. Dabei werden Vorstand und Subkommissionen für jeweils 4 Jahre gewählt.

## Veröffentlichungen

### Stratigraphische Tabelle von Deutschland
| Format                | Jahr | Auflage (Stand 2017) |
| --------------------- | ---- | -------------------- |
| vollformat - STD      | 2002 | 6.000                |
| kompakt - STDK        | 2012 | 30.000               |
| handtabelle - STDH    | 2012 | 30.000               |
| condensed (en) - STGC | 2012 | 18.000               |
| vollformat - STD      | 2016 | 6.000                |
| kompakt - STDK        | 2017 | 15.000               |
| kompakt - STDK        | 2022 | –                    |

Im Sinne der International Commission on Stratigraphy (ICS) handelt es sich bei der Stratigraphischen Tabellen von Deutschland (STD) um eine „Regionale Stratigraphische Referenzskala“ (RSS). Ziel der DSK ist es, mit den Tabellen einen Überblick über die lithostratigraphischen Einheiten Deutschlands in Relation zur globalen Referenzskala der ICS zu schaffen sowie die stratigraphische Nomenklatur und Klassifikation zu homogenisieren, um den Umgang mit stratigraphischen Problemen zu erleichtern.
Die Erstauflage der Tabelle erfolgte 2002, mit welcher die erste generelle Übersicht der bisher in Deutschland lithostratigraphisch ausgewiesenen Einheiten und deren Korrelation gelang. Die Tabelle wurde seitdem in verschiedenen Formaten in den Jahren 2012, 2016, 2017 und 2022 aktualisiert. Sie sind, mit einer Gesamtauflage von über 105.000 Exemplaren (Stand 2017), die meist gedruckte geologische Publikation Deutschlands. Alle Tabellen sind kostenlos online verfügbar, die Kompaktversionen werden darüber hinaus vom GFZ Potsdam kostenlos zum Versand angeboten.

### LithoLex
LithoLex, kurz für Lithostratigraphisches Lexikon Deutschland, ist eine dynamische Datenbank, in der die lithostratigraphischen Einheiten Deutschlands erfasst und der Öffentlichkeit zur Verfügung gestellt werden. Die fachlichen Inhalte werden dazu von der DSK geliefert und von der Bundesanstalt für Geowissenschaften und Rohstoffe (BGR) als verantwortliche Stelle für die Bereitstellung länderübergreifender Geoinformationen veröffentlicht.
Die Datenbank ist seit dem 7. August 2006 online und umfasst (Stand 2022) 858 Datensätze aus Quartär, Neogen/Paläogen, Kreide, Jura, Trias-Perm, Karbon, Devon und Silur-Proterozoikum. Die Datenbank beinhaltet sowohl aktuelle als auch historische, nicht mehr gültige Einheiten. Ziel ist es alle lithostratigraphischen Einheiten entsprechend der Stratigraphischen Tabelle von Deutschland zu erfassen.